# Matra Sports
Pour les articles homonymes, voir Matra.
Matra Sports est la branche sportive du constructeur automobile français Matra Automobiles (propriété du groupe industriel Matra), impliquée en compétition en Formule 1, Formule 2, Formule 3 et Sport-prototypes dans les années 1960 et 1970.

## Historique
Cette section ne s'appuie pas, ou pas assez, sur des sources secondaires ou tertiaires indépendantes du sujet. Le texte peut contenir des analyses inexactes ou inédites de sources primaires.
Pour l'améliorer, ajoutez-en, ou placez des modèles {{Source secondaire souhaitée}} ou {{Source secondaire nécessaire}} sur les passages mal sourcés. (janvier 2023)

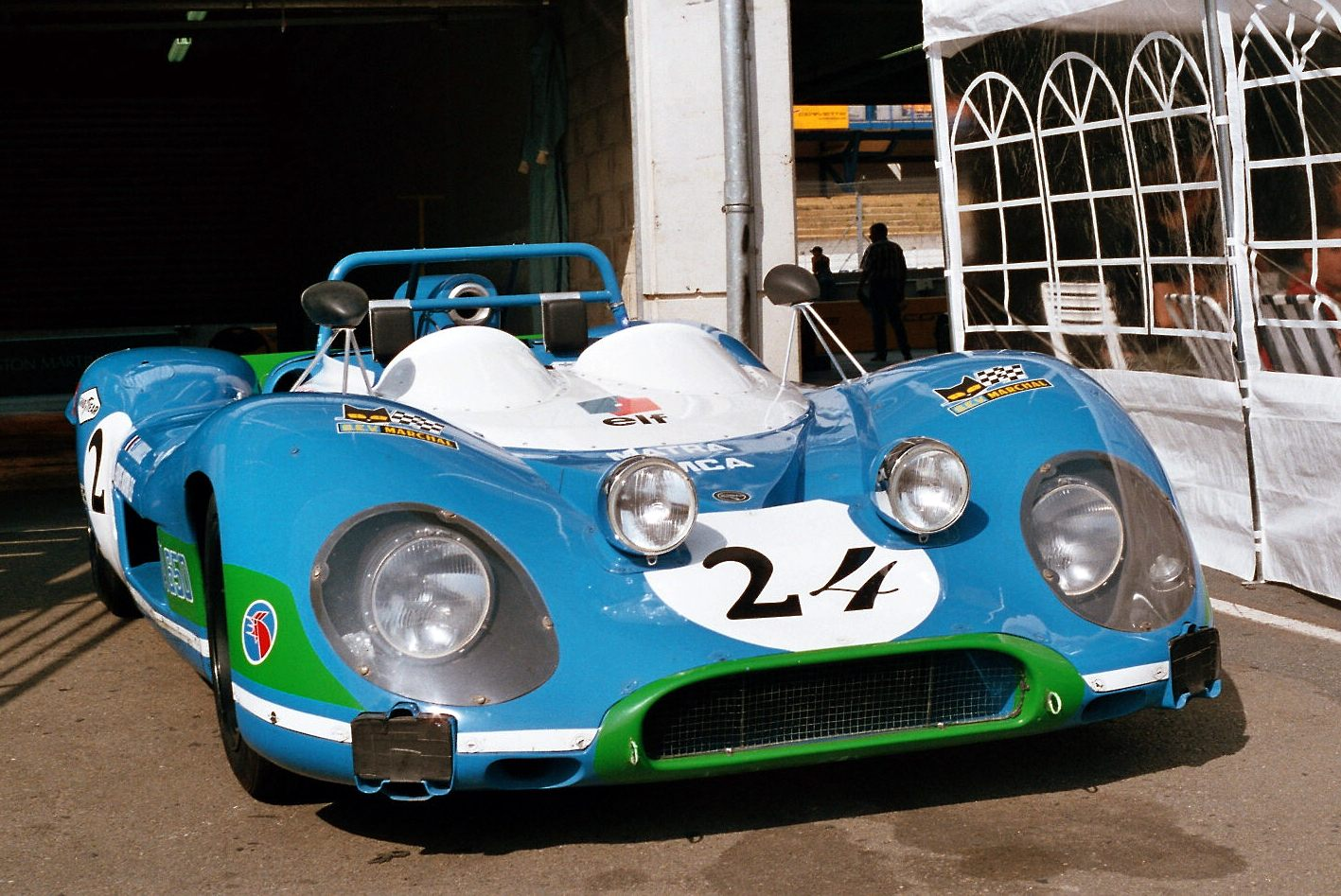
Une Matra MS650

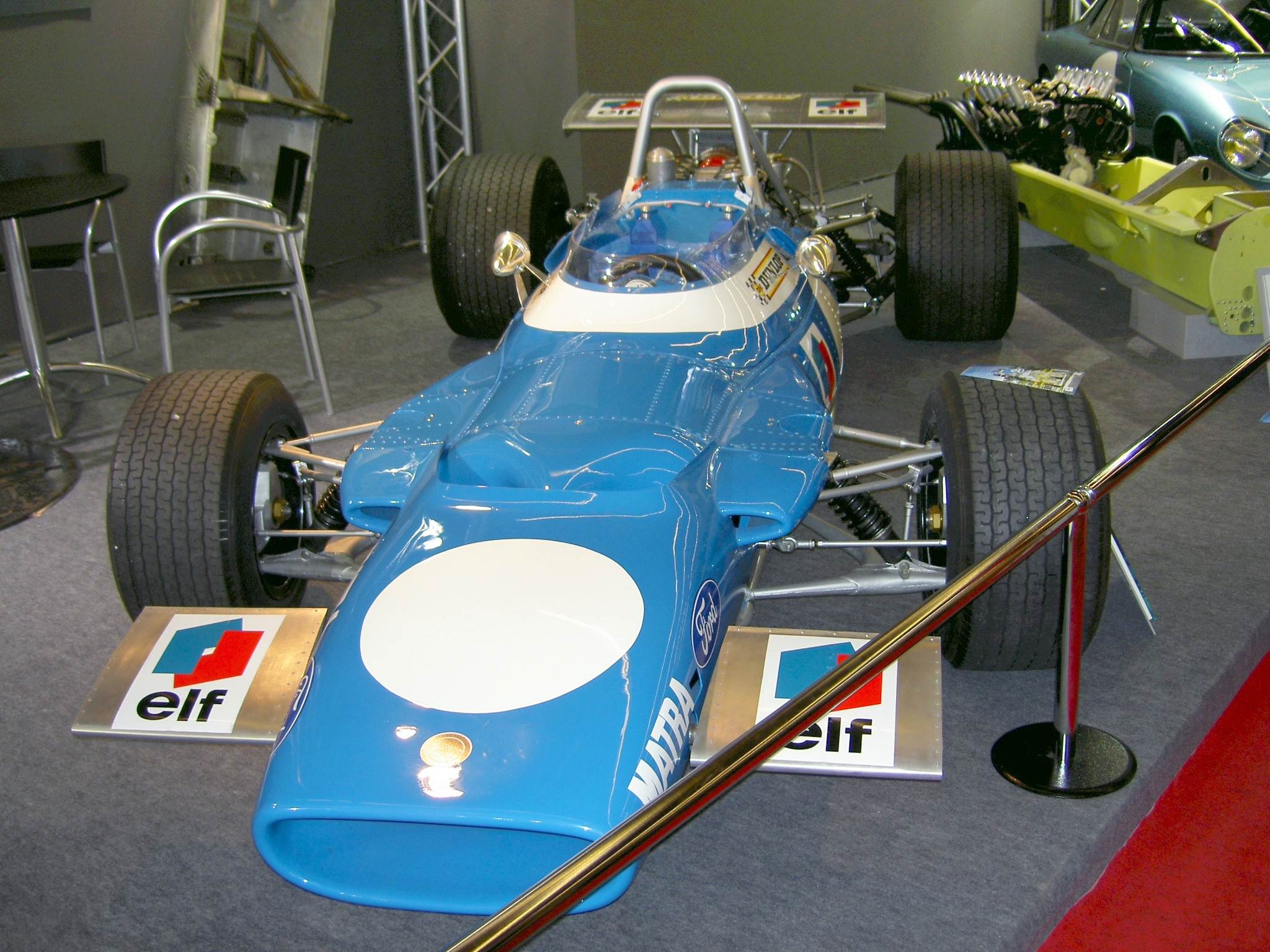
La Matra MS80 de Formule 1, victorieuse du championnat 1969.

Matra Sports entre en Formule 1 en 1967. Elle remporte le titre de champion du monde des constructeurs de F1 en 1969 avec Jackie Stewart qui, lui, est sacré champion du monde des pilotes au volant d'une Matra MS80 propulsée par le moteur V8 Cosworth. Au total, la firme remporte onze Grands Prix de Formule 1.
À partir de 1970, propulsées par le moteur V12 Matra, les Matra (sous le nom de Matra Simca) se distinguent principalement dans les courses d'Endurance du championnat du monde des marques (WSC) avec de nombreuses victoires en Sport-prototypes.  
Matra remporte aussi le Tour de France automobile en 1970 et 1971 avec la Matra MS650 (de). 
Les Matra Simca MS670 remportent les  24 Heures du Mans 1972 (Henri Pescarolo - Graham Hill), 24 Heures du Mans 1973 (Henri Pescarolo - Gérard Larrousse) et 24 Heures du Mans 1974 (Henri Pescarolo - Gérard Larrousse). Matra Simca remporte le championnat du monde des marques en 1973 et 1974 (quinze victoires en trois saisons), puis se retire de la compétition en tant que constructeur à part entière.
La marque continue à produire des moteurs V12 pour l'écurie française de Formule 1 Ligier pendant plusieurs saisons, de 1976 à 1978 puis de 1981 à 1982, après quoi elle quitte aussi définitivement la Formule 1.
L'ingénieur Georges Martin fut le responsable de la conception du moteur V12 Matra Sports,.

## Résultats en championnat du monde de Formule 1
| Saison | Écurie              | Châssis                               | Moteur                                  | Pneus | Pilotes                                                 | Grands Prix disputés | Points inscrits | Classement |
| ------ | ------------------- | ------------------------------------- | --------------------------------------- | ----- | ------------------------------------------------------- | -------------------- | --------------- | ---------- |
| 1967   | Matra Sports        | Matra MS5 (en) Matra MS7 (en)         | Ford-Cosworth 4 cyl. en ligne           | D G   | Jean-Pierre Beltoise Johnny Servoz-Gavin                | 4                    | 0               | Non classé |
| 1968   | Matra Sports        | Matra MS7 (en) Matra MS11             | Ford-Cosworth 4 cyl. en ligne Matra V12 | D G   | Jean-Pierre Beltoise Henri Pescarolo                    | 12                   | 8               | 9e         |
| 1968   | Matra International | Matra MS9 (de) Matra MS10             | Ford-Cosworth V8                        | D     | Jackie Stewart Johnny Servoz-Gavin                      | 11                   | 45              | 3e         |
| 1969   | Matra Sports        | Matra MS7 (en)                        | Ford-Cosworth 4 cyl. en ligne           | D     | Henri Pescarolo                                         | 1                    | 0               | Non classé |
| 1969   | Matra International | Matra MS10 Matra MS80 Matra MS84 (en) | Ford-Cosworth V8                        | D     | Jackie Stewart Johnny Servoz-Gavin Jean-Pierre Beltoise | 11                   | 66              | Champion   |
| 1970   | Équipe Matra Elf    | Matra MS120                           | Matra V12                               | G     | Jean-Pierre Beltoise Henri Pescarolo                    | 13                   | 23              | 6e         |
| 1971   | Équipe Matra Sports | Matra MS120B                          | Matra V12 MS71                          | G     | Jean-Pierre Beltoise Chris Amon                         | 10                   | 9               | 7e         |
| 1972   | Équipe Matra Sports | Matra MS120C Matra MS120D             | Matra V12 MS72                          | G     | Chris Amon                                              | 11                   | 12              | 8e         |

## Résultats en championnat du monde des voitures de sport
| Saison | Écurie                   | Châssis            | Moteur | Pneus    | Pilotes                                                                             | Courses disputées | Points inscrits | Classement |
| ------ | ------------------------ | ------------------ | ------ | -------- | ----------------------------------------------------------------------------------- | ----------------- | --------------- | ---------- |
| 1972   | Équipe Matra Simca Shell | Matra Simca MS670  | Matra  | Goodyear | Henri Pescarolo Graham Hill                                                         | 1                 | 20              | 7e         |
| 1973   | Équipe Matra Simca       | Matra Simca MS670B | Matra  | Goodyear | Henri Pescarolo Gérard Larrousse                                                    | 7                 | 124             | Champion   |
| 1974   | Équipe Gitanes           | Matra Simca MS670C | Matra  | Goodyear | Henri Pescarolo Gérard Larrousse Jean-Pierre Jarier Jacky Ickx Jean-Pierre Beltoise | 10                | 140             | Champion   |

## Palmarès
- 334 courses, toutes catégories confondues, en dix ans (1965 - 1974).
- 124 victoires, 104 records du tour, (plus d'une victoire par mois)

### Championnats
- 1 titre de champion du monde des pilotes en 1969 avec Jackie Stewart (MS 80 - Matra-Elf International)
- 2 titres de champion du monde des voitures de sport en 1973 (5 victoires) et 1974 (9 victoires)
- 3 trophées d'Europe de Formule 2 en 1967-1968-1969
- 5 titres de champion de France Formule 2 en 1966-1967-1968-1969-1970
- 3 titres de champion de France Formule 3 en 1965-1966-1967

### Victoires en course
- 3 victoires aux 24 Heures du Mans en 1972-1973-1974
- 2 victoires au Tour de France automobile en 1970-1971
- 1 victoire à l'International Gold Cup 1968 (F1), épreuve hors championnat
- 1 victoire à la Race of champions 1969 (F1), épreuve hors championnat
- 9 victoires en Championnat du monde de F1:
  - 1968 : GP des Pays-Bas, d'Allemagne, et des États-Unis
  - 1969 : GP d'Afrique du Sud, d'Espagne, des Pays-Bas, de France (doublé), de Grande-Bretagne, et d'Italie